# Campeonato Paraibano de Futebol de 1933
O Campeonato Paraibano de Futebol de 1933 foi a 24ª edição (oficial) deste campeonato. Sua organização e direção ficou por conta da Liga Desportiva Parahybana. Contou com a participação de 7 times e ao final o Palmeiras Sport Club da cidade de Parahyba, a capital do estado, levou a melhor sobre o Esporte Clube Cabo Branco que tentava seu quarto título consecutivo, e conquistou o seu quarto título estadual, depois de 5 anos sem vencer.

## Participantes
O campeonato estadual de 1932 contou com 7 participantes, foram eles:
| Clube                       | Cidade   |
| --------------------------- | -------- |
| Esporte Clube Cabo Branco   | Parahyba |
| Internacional Sport Club    | Cabedelo |
| Palmeiras Sport Club        | Parahyba |
| Pytaguares Futebol Clube    | Parahyba |
| Sol Levante Esporte Clube   | Parahyba |
| Vasco da Gama Futebol Clube | Parahyba |
| Vencedor Sport Club         | Parahyba |

## Vencedor
| Campeonato Paraibano de Futebol de 1933  |
| ---------------------------------------- |
| Palmeiras Sport Club Campeão (4º título) |